# Requisits de visat per als albanesos

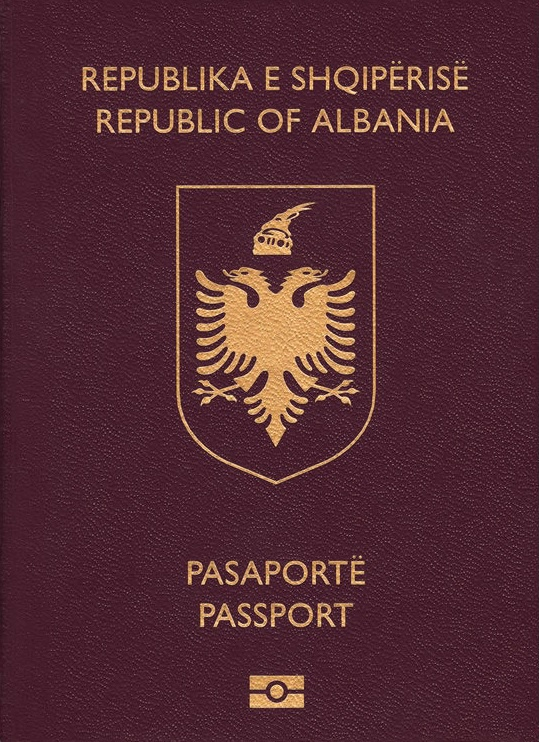
El passaport d'Albània és el 43è més poderós del món

Els requisits de visat per als ciutadans de l'estat Albània són les restriccions d'entrada administratives per part de les autoritats d'altres estats sobre els ciutadans d'Albània. A partir del 2024, els ciutadans albanesos poden ingressar sense visa o rebre una visa a la seva arribada a 123 països i territoris arreu del món. Aquesta situació situa el passaport albanès en el lloc 43 en la llibertat de circulació segons l'índex de passaport de Henley.

## Entrada lliure o restringida per ciutadans albanesos

Mapa que mostra els països que no requereixen visat per als ciutadans albanesos. En verd, els països que no requereixen visat per accedir al país.